# Suaeda
Schorrenkruid (Suaeda) is een geslacht uit de amarantenfamilie (Amaranthaceae). De soorten komen wereldwijd voor in vochtige gebieden, waar ze groeien op zoute of alkalische bodems, vooral in de buurt van kusten. De klimatologische omstandigheden waarin de planten groeien variëren van gematigd en subtropisch tot droog tropisch.

## Soorten
- Suaeda acuminata (C.A.Mey.) Moq.
- Suaeda aegyptiaca (Hasselq.) Zohary
- Suaeda altissima (L.) Pall.
- Suaeda anatolica (Aellen) Sukhor.
- Suaeda aralocaspica (Bunge) Freitag & Schütze
- Suaeda arbusculoides L.S.Sm.
- Suaeda arctica Jurtzev & V.V.Petrovsky
- Suaeda arcuata Bunge
- Suaeda argentinensis A.Soriano
- Suaeda arguinensis Maire
- Suaeda articulata Aellen
- Suaeda asphaltica (Boiss.) Boiss.
- Suaeda australis (R.Br.) Moq.
- Suaeda braun-blanquetii (Pedrol & Castrov.) Rivas Mart., Cantó & Sánchez Mata
- Suaeda caespitosa Dod
- Suaeda calceoliformis (Hook.) Moq.
- Suaeda californica S.Watson
- Suaeda carnosissima Post
- Suaeda conferta (Small) I.M.Johnst.
- Suaeda corniculata (C.A.Mey.) Bunge
- Suaeda cucullata Aellen
- Suaeda dendroides (C.A.Mey.) Moq.
- Suaeda divaricata Moq.
- Suaeda edulis Flores Olv. & Noguez
- Suaeda eltonica Iljin
- Suaeda esteroa Ferren & S.A.Whitmore
- Suaeda foliosa Moq.
- Suaeda fruticosa Forssk. ex J.F.Gmel.
- Suaeda glauca (Bunge) Bunge
- Suaeda heterophylla (Kar. & Kir.) Bunge ex Boiss.
- Suaeda ifniensis Caball. ex Maire
- Suaeda inflata Aellen
- Suaeda iranshahrii Akhani & Freitag
- Suaeda jacoensis I.M.Johnst.
- Suaeda japonica Makino
- Suaeda khalijefarsica Akhani
- Suaeda kocheri Guss. ex C.Brullo, Brullo & Giusso
- Suaeda kossinskyi Iljin
- Suaeda kulundensis Lomon. & Freitag
- Suaeda lehmannii (Bunge) Kapralov, Akhani & Roalson
- Suaeda linearis (Elliott) Moq.
- Suaeda linifolia Pall.
- Suaeda malacosperma H.Hara
- Suaeda maritima (L.) Dumort. - Klein schorrenkruid
- Suaeda merxmuelleri Aellen
- Suaeda mexicana (Standl.) Standl.
- Suaeda micromeris Brenan
- Suaeda microphylla Pall.
- Suaeda microsperma (C.A.Mey.) Fenzl
- Suaeda monodiana Maire
- Suaeda monoica Forssk. ex J.F.Gmel.
- Suaeda moschata A.J.Scott
- Suaeda multiflora Phil.
- Suaeda nesophila I.M.Johnst.
- Suaeda neuquenensis M.A.Alonso, Contic. & Cerazo
- Suaeda nigra (Raf.) J.F.Macbr.
- Suaeda nigrescens I.M.Johnst.
- Suaeda novae-zelandiae Allan
- Suaeda nudiflora (Willd.) Moq.
- Suaeda occidentalis (S.Watson) S.Watson
- Suaeda olufsenii Paulsen
- Suaeda palaestina Eig & Zohary
- Suaeda palmeri (Standl.) Standl.
- Suaeda pannonica Beck
- Suaeda paradoxa (Bunge) Bunge
- Suaeda patagonica Speg.
- Suaeda pelagica Bartolo, Brullo & P.Pavone
- Suaeda physophora Pall.
- Suaeda plumosa Aellen
- Suaeda prostrata Pall.
- Suaeda pruinosa Lange
- Suaeda pterantha (Kar. & Kir.) Bunge
- Suaeda puertopenascoa M.C.Watson & Ferren
- Suaeda pulvinata Alvarado Reyes & Flores Olv.
- Suaeda rigida H.W.Kung & G.L.Chu
- Suaeda rolandii Bassett & Crompton
- Suaeda salina B.Nord.
- Suaeda salsa (L.) Pall.
- Suaeda scabra Lomon.
- Suaeda sibirica Lomon. & Freitag
- Suaeda spicata (Willd.) Moq.
- Suaeda splendens (Pourr.) Gren. & Godr.
- Suaeda stellatiflora G.L.Chu
- Suaeda tampicensis (Standl.) Standl.
- Suaeda taxifolia (Standl.) Standl.
- Suaeda tschujensis Lomon. & Freitag
- Suaeda turgida G.L.Chu
- Suaeda turkestanica Litv.
- Suaeda tuvinica Lomon. & Freitag
- Suaeda vera Forssk. ex J.F.Gmel.
- Suaeda vermiculata Forssk. ex J.F.Gmel.

## Hybriden
- Suaeda × genesiana Pedrol & Castrov.

... · 
Achyranthes · 
Aerva ·
Alternanthera ·
Amaranthus (Amarant) · 
Atriplex (Melde) · 
Axyris · 
Bassia (Zoutkruid) · 
Beta (Biet) · 
Blitum (Spiesganzenvoet) · 
Celosia · 
Chenopodium (Ganzenvoet) · 
Corispermum (Vlieszaad) · 
Dysphania · 
Halimione (Zoutmelde) · 
Halocnemum · 
Halothamnus · 
Haloxylon · 
Kochia · 
Krascheninnikovia · 
Polycnemum (Knarkruid) · 
Patellifolia · 
Ptilotus · 
Pupalia ·
Salicornia (Zeekraal) · 
Salsola (Loogkruid) · 
Spinacia · 
Suaeda · 
Traganum · 
...